# Аксу (район Биржан сал)
Аксу́ (каз. Ақсу, до 2004 г. — Сове́тское) — упразднённое село в районе Биржан сал Акмолинской области Казахстана. Исключено из учётных данных в 2025 году.
- Код КАТО — 114531100[4].
- Код КАТО АТЕ — 114531000[5].

## География
Село расположено на берегу реки Аксу, в юго-восточной части района, на расстоянии примерно 108 километров (по прямой) к востоку от административного центра района — города Степняк.
Абсолютная высота — 227 метров над уровнем моря.
Ближайшие населённые пункты: село Богенбай — на юге, посёлок Заводской — на западе.

## История
В 1989 году являлся административным центром Тереккского сельсовета, имевший тогда в составе помимо села Советское — село Политехник (позже переименовано в Сапак).
Административно село располагалось в составе Валихановского района Кокчетавской области.
После упразднения Валихановского района — в составе Энбекшильдерского, после упразднения Кокчетавской области — в составе Акмолинской.
Терекский сельсовет был преобразован, а позже переименован в Аксуский сельский округ.
Согласно постановлению акимата Акмолинской области от 13 декабря 2019 года № А-12/623 и решению Акмолинского областного маслихата, село Сапак было отнесено к категориям иных поселений и включено в состав селоа Аксу. В связи с этим, согласно закону Республики Казахстан касаемо административно-территориального устройства, Аксуский сельский округ был преобразован (упразднён) и переведён в категорию села Аксу, с образованием отдельного административно-территориального образования (сельского акимата) «Село Аксу» на базе Аксуского сельского округа соответственно.

## Население
| 1989 | 1999 | 2009 | 2021 |
| ---- | ---- | ---- | ---- |
| 826  | ↘471 | ↘270 | ↘132 |

В 1989 году население селоа составляло 826 человек (из них казахи — 74 %).
В 1999 году население селоа составляло 471 человек (264 мужчины и 207 женщин). По данным переписи 2009 года, в селое проживало 270 человек (139 мужчин и 131 женщина).

## Улицы[12]
В селое имеются 6 улиц:
- ул. Бейбитшилик
- ул. Богембай батыра
- ул. Достык
- ул. Желтоксан
- ул. Женис
- ул. Шокана Уалиханова